# がんばれゴエモン
『がんばれゴエモン』は、コナミが開発したコンピューターゲームおよび派生作品の総称。
義賊ゴエモンを主人公とした同社の看板シリーズの1つ。
江戸時代の日本を舞台にしたアクションゲームであり、日本各地の地域性を取り入れたステージを、見下ろし型マップを駆け巡りながら攻略していく作風を初期の特徴としている。その後、見下ろし型マップにより進行する面クリア型アクションの要素はシリーズが進むにつれて簡素化していき、SFC版『2』『3』で確立されたワールドマップ型の横スクロールアクションの要素や、キャラクターの使い分けによるアクションアドベンチャーの要素がゲーム性の主軸となっていった。
世界観の面においては、初期の頃は純粋な時代劇要素が強くSF要素などのガジェットは少ないが、その後ファミコン後期の外伝RPGシリーズからSFC版シリーズにかけて、コミカルなギャグ要素を基調としつつ、巨大ロボットや空飛ぶ城、ゲームセンターや遊園地などの現代的な描写や時代を超越したオーバーテクノロジーなどのSF要素が多く取り込まれていき、SF時代劇コメディといった趣きの作風が確立されていった。
2005年の『がんばれゴエモン 東海道中 大江戸天狗り返しの巻』を最後に開発スタッフが解散しシリーズは途絶えているが、他作品へのキャラクターのゲスト出演が行われている他、パチスロ作品が制作されている。蛭子悦延を始めとする開発陣はコナミ退社後にグッド・フィールを創設し、後年には同じくSF和風コメディの要素を持つ『御伽活劇 豆狸のバケル 〜オラクル祭太郎の祭難!!〜』を開発している。

## 作品一覧
| 1986 | Mr.五右衛門                                               |
| 1986 | がんばれゴエモン!からくり道中                             |
| 1987 |                                                           |
| 1988 |                                                           |
| 1989 | がんばれゴエモン2                                         |
| 1990 | がんばれゴエモン外伝 きえた黄金キセル                     |
| 1991 | がんばれゴエモン〜ゆき姫救出絵巻〜                        |
| 1991 | がんばれゴエモン さらわれたエビス丸                       |
| 1992 | がんばれゴエモン外伝2〜天下の財宝〜                       |
| 1993 | がんばれゴエモン2 奇天烈将軍マッギネス                    |
| 1994 | がんばれゴエモン3 獅子重禄兵衛のからくり卍固め            |
| 1995 | がんばれゴエモン きらきら道中〜僕がダンサーになった理由〜 |
| 1996 | がんばれゴエモン〜宇宙海賊アコギング〜                    |
| 1996 | それ行けエビス丸 からくり迷路 消えたゴエモンの謎!!        |
| 1997 | がんばれゴエモン〜ネオ桃山幕府のおどり〜                  |
| 1997 | がんばれゴエモン 黒船党の謎                               |
| 1998 | がんばれゴエモン〜でろでろ道中 オバケてんこ盛り〜         |
| 1998 | がんばれゴエモン〜来るなら恋! 綾繁一家の黒い影〜          |
| 1999 | がんばれゴエモン〜天狗党の逆襲〜                          |
| 1999 | がんばれゴエモン〜もののけ道中 飛び出せ鍋奉行!〜          |
| 1999 | ゴエモン もののけ双六                                     |
| 2000 | 冒険時代活劇ゴエモン                                      |
| 2000 | がんばれゴエモン〜星空士ダイナマイッツあらわる!!〜        |
| 2001 | がんばれゴエモン〜大江戸大回転〜                          |
| 2001 | ゴエモン 新世代襲名!                                      |
| 2002 | ゴエモン ニューエイジ出動!                                |
| 2002 | がんばれゴエモン 痛快ゲームアプリ                         |
| 2003 | ミニ巨大ロボ ゴエモンコンパクト                           |
| 2003 | がんばれゴエモン からくり奇天烈レース                     |
| 2004 |                                                           |
| 2005 | がんばれゴエモン 東海道中 大江戸天狗り返しの巻            |

### Mr.五右衛門
シリーズの礎となった作品。その後のシリーズとは設定が異なる。
- Mr.五右衛門（AC） 1986年

### がんばれゴエモンシリーズ
がんばれゴエモンの正統シリーズ。単に『がんばれゴエモン』という場合は、基本的にこれらの作品を指す。
- がんばれゴエモン!からくり道中 （FC・MSX2） 1986年7月30日 / 1987年2月25日
- がんばれゴエモン2 （FC） 1989年1月4日
- がんばれゴエモン外伝 きえた黄金キセル （FC） 1990年1月5日
- がんばれゴエモン〜ゆき姫救出絵巻〜 （SFC） 1991年7月19日
- がんばれゴエモン さらわれたエビス丸 （GB） 1991年12月25日
- がんばれゴエモン外伝2〜天下の財宝〜 （FC） 1992年1月3日
- がんばれゴエモン2 奇天烈将軍マッギネス （SFC） 1993年12月22日
- がんばれゴエモン3 獅子重禄兵衛のからくり卍固め （SFC） 1994年12月16日
- がんばれゴエモン きらきら道中〜僕がダンサーになった理由〜 （SFC） 1995年12月22日
- がんばれゴエモン〜宇宙海賊アコギング〜 （PS） 1996年3月22日
- それ行けエビス丸 からくり迷路 消えたゴエモンの謎!! （SFC） 1996年3月29日
- がんばれゴエモン〜ネオ桃山幕府のおどり〜 （N64） 1997年8月7日
- がんばれゴエモン 黒船党の謎 （GB） 1997年12月4日
- がんばれゴエモン〜でろでろ道中 オバケてんこ盛り〜 （N64） 1998年12月23日
- がんばれゴエモン〜来るなら恋! 綾繁一家の黒い影〜 （PS） 1998年12月23日
- がんばれゴエモン〜天狗党の逆襲〜 （GB） 1999年1月14日
- がんばれゴエモン〜もののけ道中 飛び出せ鍋奉行!〜 （GB） 1999年12月16日
- ゴエモン もののけ双六 （N64） 1999年12月25日
- がんばれゴエモン〜星空士ダイナマイッツあらわる!!〜 （GB） 2000年12月21日
- がんばれゴエモン〜大江戸大回転〜 （PS） 2001年3月29日
- がんばれゴエモン 痛快ゲームアプリ （iアプリ） 2002年-2003年
- ミニ巨大ロボ ゴエモンコンパクト （iアプリ） 2003年
- がんばれゴエモン からくり奇天烈レース （iアプリ） 2003年
- がんばれゴエモン 東海道中 大江戸天狗り返しの巻 （DS） 2005年6月23日

### 冒険時代活劇ゴエモン
キャラクターをそのままに世界観や設定、ストーリーなどを一新した作品。
- 冒険時代活劇ゴエモン （PS2） 2000年12月21日

### 新世代シリーズ
設定と共にキャラクターデザインも一新した新シリーズ。
- ゴエモン 新世代襲名! （PS） 2001年12月20日
- ゴエモン ニューエイジ出動! （GBA） 2002年2月28日

### 廉価版・移植作など
- がんばれゴエモン〜宇宙海賊アコギング〜（ザ・ベスト） （PS） 1997年3月20日
- コナミGBコレクション VOL.2（「がんばれゴエモン さらわれたエビス丸」収録） （GB） 1997年12月11日
- がんばれゴエモン〜来るなら恋! 綾繁一家の黒い影〜（コナミ・ザ・ベスト） （PS） 2000年7月6日
- 冒険時代活劇ゴエモン（コナミ・ザ・ベスト） （PS2） 2001年11月22日
- がんばれゴエモン〜大江戸大回転〜（コナミ・ザ・ベスト） （PS） 2001年11月22日
- がんばれゴエモン〜大江戸大回転〜（PS one Books） （PS） 2002年12月12日
- ゴエモン 新世代襲名!（PS one Books） （PS） 2002年12月12日
- がんばれゴエモン〜宇宙海賊アコギング〜（PS one Books） （PS） 2003年11月20日
- ファミコンミニ がんばれゴエモン! からくり道中 （GBA） 2004年5月21日
- 冒険時代活劇ゴエモン（コナミ殿堂セレクション） （PS2） 2004年7月8日
- 傑作選!がんばれゴエモン1・2 ゆき姫とマッギネス （GBA） 2005年4月21日
- 傑作選!がんばれゴエモン ゆき姫とマッギネス（コナミ・ザ・ベスト） （GBA）2006年4月27日

### パチスロ
コナミグループのパチスロメーカーであるKPEが製作したパチスロ機。
- がんばれゴエモン
- がんばれゴエモン2 奇天烈回胴活劇

### 外部出演
同社における代表的なキャラクターの1人として、以下のゲームにも外部出演している。
- コナミワイワイワールド - コナミヒーローの1人「ゴエモン」として出演。
- ワイワイワールド2 SOS!!パセリ城 - 変身キャラクターの1人「イシカワ ゴエモン」として出演。
- コナミワイワイレーシングアドバンス - カートレーサーの1人「ゴエモン」として出演。「エビスまる」は隠しキャラクター。
- ワイワイジョッキー、ワイワイビンゴ -コナミの人気キャラクターが総出演する子供用メダルゲーム機
- 極上パロディウス（SFC版） - ゴエモンが1P側、エビス丸が2P側として登場している。
- 実況おしゃべりパロディウス - 4面がゴエモンシリーズをテーマにしたステージ。
- オトメディウス - ゴエモンをモチーフとしたオリジナルキャラクター「エモン・5」が登場する。
- オトメディウス エクセレント! - 「エモン・8」としてヤエちゃんがビスマルを模した機体と共に、エビス星にて登場する。
- スーパーボンバーマンR - ゴエモンとエビス丸をモチーフとしたオリジナルキャラクター「ゴエモンボンバー」と「エビス丸ボンバー」が登場する。
- ピクロジパズル
- 遊☆戯☆王オフィシャルカードゲーム - モンスターカードなどでいくつかのキャラクターがゲスト出演している。
  - ゴエモン＝「忍者義賊ゴエゴエ」
  - エビス丸 ＝「覆面忍者ヱビス」
  - ヤエ＝「女忍者ヤエ」「忍法 変化の術」
  - サスケ＝「一刀両断侍」「手札断殺」
  - からくり雑兵＝「言語道断侍」「大盤振舞侍」「一撃必殺侍」
- pop'n music
  - 同作品の12作目『pop'n music 12 いろは』以降で、『からくり道中』で使用された音楽を使った「がんばれゴエモンメドレー」が収録された（編曲：かまあげうどん）。ゴエモン本人もポップンキャラクターとしてゲスト出演しており、プレイヤーキャラクターとして使用可能。アクションの一部にはエビス丸も登場する。
- Toy'sMarch（トイズマーチ）
  - 同作品の2作目『トイズマーチ2』にも上記の「がんばれゴエモンメドレー」が収録されている。
- ヒラメキパズル マックスウェルの不思議なノート、スーパースクリブルノーツ
  - 日本語版限定の追加要素として、ノートに「ゴエモン」と入力することで、アイテムとしてゴエモンが登場する。また、第1作のみ「エビスマル」と書くことでエビス丸も登場する（2作目では削除）。
- jubeat plus、REFLEC BEAT plus
  - 有料追加配信の「コナミ伝説」musicパックシリーズにて、2014年4月4日配信の「1」に「がんばれゴエモン2 奇天烈将軍マッギネス メドレー」、2014年10月17日配信の「3」に「がんばれゴエモン2 メドレー」、2015年4月10日配信の「4」に「がんばれゴエモン ゆき姫救出絵巻 メドレー」を収録。さらに、2015年5月15日より、同パック4種類を全て購入した時の特典として「がんばれゴエモン!からくり道中 メドレー」を入手可能。
- BeatStream（ビートストリーム）
  - 同作品の2作目『アニムトライヴ』以降で、『からくり道中』で使用された音楽を使った「がんばれゴエモン 〜 ビーストメドレー 〜」（96によるアレンジ）を収録。また、この楽曲のムービーはQrispy Joyboxがファミコン版『からくり道中』を実際にプレーするというものになっている。
- 大乱闘スマッシュブラザーズ SPECIAL - 2019年9月5日配信のVer5.0アップデートで、キャラクターの「Miiファイター」が着るコスチュームの一つとして登場。

## サウンドトラック
- がんばれゴエモン2 サウンドトラック（キングレコード、1989年5月21日）
- がんばれゴエモン ゆき姫 救出絵巻 ゲーム・サウンドトラック（キングレコード、1991年9月21日）
- がんばれゴエモン ネオ桃山幕府のおどり オリジナル・ゲーム・サントラ（キングレコード、1997年10月3日）
- がんばれゴエモン でろでろ道中 オバケてんこ盛り オリジナル・ゲーム・サントラ（キングレコード、1999年1月22日）
- パチスロがんばれゴエモン オリジナルサウンドトラック（ソニー・ミュージックマーケティング、2009年7月29日）
- パチスロがんばれゴエモン2 オリジナルサウンドトラック（ソニー・ミュージックマーケティング、2011年12月21日）
- がんばれゴエモン　さうんど玉手箱 〜オリジナル・サウンドトラック BOX〜[1]（EGG MUSIC RECORDS、2017年5月26日）

## 漫画
帯ひろ志版
長年に渡って『コミックボンボン』で漫画化を担当し、執筆した作品が最も多い。帯自身もゲームのスタッフロールに名を連ね、『奇天烈将軍マッギネス』では隠しキャラの顔として出演している。お色気要素を随所にちりばめる特徴があり、特にヤエに関してはその傾向が如実に表れていた。漫画は『ネオ桃山幕府のおどり』で連載終了となった。単行本への収録の際にいくつかの変更点がある。
『奇天烈将軍マッギネス』では本編開始前に、4話分のオリジナルストーリーが書かれた。その話では、「マッギネスが記憶喪失となった状態でゴエモンと出会う」「サスケが完成前の姿で出てくる」「オリジナルキャラクターの登場とエビス丸との大食い対決」「ヤエがインターポールからゴエモンとエビス丸の逮捕を命じられる」といった内容だったが、コミック収録でその4話が収録見送りとなった。後に、『ネオ桃山幕府のおどり』の最終巻で4話の内2話を再編集して1話にまとめて収録されている。
2013年に復刊計画が始まったものの、第1弾の『ゆき姫救出絵巻』が復刊されて間もなく作者の帯が急逝。復刊も途絶えていたが、それから10年以上の後に全シリーズが電子書籍化された。
- がんばれゴエモン ゆき姫救出絵巻 全3巻（復刊完全版1巻）
- がんばれゴエモン 地獄編（オリジナルストーリー） 全2巻
- がんばれゴエモン外伝2 天下の財宝 全4巻
- がんばれゴエモン2 奇天烈将軍マッギネス 全2巻
- がんばれゴエモン3 獅子重禄兵衛のからくり卍固め 全3巻
- がんばれゴエモン きらきら道中 僕がダンサーになった理由 全3巻
- がんばれゴエモン 宇宙海賊アコギング 全1巻
- がんばれゴエモンF ふい〜ばあ（オリジナルストーリー） 全1巻
- がんばれゴエモン ネオ桃山幕府のおどり 全3巻

山藤ひろみ版
帯ひろ志の降板後に同じく『コミックボンボン』にて漫画を担当したが、数か月の連載で終了したために単行本は発売されていない。内容は『でろでろ道中』『天狗党の逆襲』『綾繁一家の黒い影』を一まとめにしたオリジナルストーリー。
- がんばれゴエモン 危機一髪ハラハラてんこ盛り道中記

こーた版
TVアニメがんばれゴエモンのコミカライズ。同じく『コミックボンボン』連載。

津島直人版
山藤ひろみの降板後に漫画を担当し、『新世代襲名!』のコミカライズを手がけた。詳細はゴエモン 新世代襲名!#漫画版を参照。こちらも『コミックボンボン』連載。
- ゴエモン 新世代襲名! 全4巻

その他
- がんばれゴエモン ネオ桃山幕府のおどり ゲームブック（画：平野夏丸）
- がんばれゴエモン ゆき姫救出絵巻（双葉文庫―スーパーファミコン冒険ゲームブックシリーズ）
- がんばれゴエモン 4コマまんが道中 全1巻

## アニメ
アニメにはOVA版とテレビ版の2系統が存在する。
OVA版
- がんばれゴエモン 次元城の悪夢
- がんばれゴエモン 地球救出大作戦

テレビ版
- アニメがんばれゴエモン

## 主要キャラクター
以下における「漫画版」は、帯ひろ志作のコミカライズ版を指す。

### ゴエモン一行
ゴエモン
声 - 中村大樹（『OVA版 次元城の悪夢』）→太田真一郎（『きらきら道中』～『ネオ桃山幕府のおどり』まで）→松本保典(『でろでろ道中』以降)
概要
主人公。はぐれ町に住む天下の義賊。『からくり道中』で庶民を救うために立ち上がる義賊「ゴエモン」として初登場する。モデルは安土桃山時代に存在したとされる盗賊「石川五右衛門」。月代を伸ばした髪形と赤地の忍び装束、目尻と口の両端に施された赤い隈取と巨大な喧嘩煙管がトレードマーク。『ゆき姫救出絵巻』以降は、月代から伸びた髪の色が黒から青（作品によっては紫色）に変わった。基本的に一人称は「オイラ」だが作品によっては「オレ」という時もある。仲間のことは呼び捨てで、ヤエのみ「ちゃん」づけで呼ぶ。おみつのことは「おみっちゃん」の愛称で呼ぶ。エビス丸のことは「エビ」と略して呼ぶこともある。
性格
喧嘩っ早いちゃきちゃきの江戸っ子で、曲がったことが大嫌いで困っている人を見過ごせないお人好し。また、かなりの女好きだが節操はそれなりに弁えており、茶店の看板娘であるおみつに一途な思いを寄せている。
武器
得意武器はキセルと投げ小判で、『奇天烈将軍マッギネス』以降はチェーンキセルも愛用している。変わった武器としては、ねずみ花火（『ゴエモン2』）、ヨーヨー（『ゆき姫救出絵巻』）などがある。
漫画版の設定
基本的には情に厚い熱血漢だが、ヤエを妄想した姿で鼻血を噴き出したりするなどのスケベで間抜けな三枚目的な部分が強調され、ギャグメーカーとして描かれている。当初はゲーム同様におみつに想いを寄せていたがヤエ登場以降は彼女に惚れており、おみつの事は蔑ろにしている訳ではないにしてもヤエに浮気がちなため、制裁を受ける事もしばしば。オリジナルストーリーの「地獄編」では、敵の術で女性化してしまったこともある（その際は襟足の長い美女になった。エビス丸はブタのようになったがあまり変わっていない）。
『獅子重禄兵衛のからくり卍固め』の頃からは、お調子者で気まぐれな面が強調され、ヤエにおだてられるなどして調子に乗ったり興奮したりすると美形化するようになった。この際は頭身が高くなり、重禄兵衛との共闘でかぶき・ふぉーえばーを圧倒したり、超人的身体能力を持つセップク丸と互角の戦いを繰り広げるほど純粋な戦闘能力も上昇する（『ゆき姫救出絵巻』の頃にも美形化はしていたが、1コマしか持たない設定だった）。また、『ネオ桃山幕府のおどり』ではエビス丸とキスをする（原作の『綾繁一家の黒い影』でも重傷で動けず薬を飲むためにエビス丸に口移しされたことがある）など、お色気を押し出されたヤエとは違った方向性の際どい描写も目立った。
「一触即発の術」を使用すると、逆立った金髪の姿になる。この基となったゲームでの『獅子重禄兵衛のからくり卍固め』では数秒間のみの描写である一方、『ネオ桃山幕府のおどり』でこの術が再び登場した際には漫画版と同じく逆立った金髪のままの描写となっている。
髪が生えているように見えて実はヅラであり、なんどもエビス丸のほっかむりを外そうとして仕返しに髪を引っ張られた際に発覚している。
その他
同社の『コナミワイワイワールド』を始めとして、様々なゲームにゲストキャラクターとして出演している。
家族の存在は不明だが、「からくり道中」の迷路屋に入る際に「ゴエモンがんばるのだ ははより」というメッセージが表示される。
寝姿に様々なパターンがあり、代表的な例として『からくり道中』では大きないびきを響かせて鼻提灯を膨らませ、『消えた黄金キセル』では布団を蹴り飛ばし、『宇宙海賊アコギング』のオープニングでは鼻提灯といびきに加えて全裸で寝ており、その直後の着衣シーンで六尺褌を着用していることが明らかになった。
想い人であるおみつが、何度も敵に連れ浚われては救出しているが、彼女との関係は現在の所、つかず離れずといった感じであり、その内にいつの間にかエビス丸に先を越されてしまった。

エビス丸
声 - 梅津秀行（『OVA版 次元城の悪夢』）→緒方賢一
概要
「正義の忍者」を自称するゴエモンの相棒。ほとんどの作品に登場してはゴエモンと行動する。『ゴエモン2』で同じ牢獄に繋がれた忍者「ねずみ小僧エビス丸」として初登場する。モデルは江戸時代後期の文政年間に存在したとされる盗賊「鼠小僧次郎吉」。キャラクターデザイン自体はコナミに所属していたゲームプログラマーで、現在はグッド・フィール代表取締役社長である蛭子悦延がモデルとなっている。
関西弁で話し、名前の通りにえびすを思わせるような福々しい顔に恰幅の良い体型、青地の忍び装束と併せのほっかむり（『外伝』シリーズおよび『獅子重禄兵衛のからくり卍固め』以降の同キャラクター選択時における2Pカラーでは白）がトレードマーク。いつも目を閉じて朗らかな笑顔を湛えている。忍者を自称しつつ忍者らしかぬ肥満体で少々頼りなく見えるが、あらゆる日常用品をも武器として駆使する器用さと他のキャラクターに真似できないトリッキーな戦法を駆使して戦い、ゴエモンにも引け取らない実力を持っている。一人称は「わて」。ゴエモン以外のキャラクターの呼称は作品によって異なっているが大抵は「○○はん」と呼んでいる。
性格
ひたすらマイペースでお調子者でおとぼけを通り越したナルシストでもあり、自身の先祖をじぇーむす・でぃーんだと思い込むほど。特に自身の美貌をけなされる場面などでは、表情こそ変わらないが烈火の如く怒る一面を見せるが、どこか愛嬌があって憎めないところがあるため、ゴエモンも文句はいいながらも面倒を見ている。かなりの大食漢で、特に団子が大好物。シリアスな場面であろうともボケをかます、一種の執念にも似た信念を持っているが、自分以上に度の過ぎたボケをかます相手に対しては鋭いツッコミを入れたり、ゴエモンの子孫である獅子重禄兵衛が思い違いから悪党に身をやつしていることを知って激怒し説教したり、ゴエモンがピンチに陥ると心配したり力になれなかったことを責任を感じるなどの相棒らしい一面もある。
アニメ版でもほぼ原作ゲームと変わっていないが、自分の居眠りによる失態でサスケが行方不明になるというミスを犯して酷く落ち込んでしまうという、ゲーム版では見せることのない一面も描かれている。また、アニメ版ではゲーム版よりもナルシストな面は控え目になり、正義としての自覚を持つしっかり者の一面も見せている。
武器
得意武器は笛と手裏剣だが、なにわのハリセン、フラフープ、魅惑のリボン、クラブ、ボール、こづち、しゃもじ、羽子板、マジックハンド、フライパン、ハンマー）、まんぷくコテ、おでんなど、他のメンバーと違って武器の種類は固定ではなく、作品ごとにあらゆる物品を武器として自在に使いこなす器用さを持っている。
漫画版の設定
『ゆき姫救出絵巻』からのスタートのため、物語開始までゴエモンとは面識がなく第1話が初対面となっている。巨大なケーキの城や超特大サイズの「巨大スーパーカツ丼」を平気で胃袋に収めてしまう一方、自分の意思で脂肪を燃焼させたり（ただし骨格自体が太い〈ゴエモンいわく「骨格デブ」〉ためほとんど意味がない。ただし、アニメ版では全身細くできた）、小石を飲み込んで消化を促進させるなど、原作ゲーム以上の人間離れした大食漢として描かれている。また、初期の設定の関係かゴエモンを溺愛する同性愛者として描かれている（本人いわく「正真正銘の男だが、ゴエモンの前では身も心も女になる」）。連載開始当初はこれらの設定は無く、一時期はヤエに惚れていたこともあった。何があっても取らないほっかむりの下には謎が秘められている（ゴエモンが気になって何度か取ってみたが、何回取っても同じほっかむりであったり、キノコが生えていたりしていた）。また、原作ゲーム同様に常人より美的感覚がずれており、『獅子重禄兵衛のからくり卍固め』では「男前」を自称するからくり拳を「できる…」と言っていた。稀にではあるが、ゴエモン同様に美形化することもあり、顔と頭身のみならず体系までスマートに変わっていた（ゲームでも『きらきら道中』の超対戦ぱずるだまにて美形化したエビス丸が描かれている）。ただし、『ゆき姫救出絵巻』の頃は顔つきが多少男前に変わる程度で、体型も変わったのは「地獄編」が初。
その他
『ゴエモン2』のエンディング中において、術によって姿を変えられた女性であることが明らかになる（詳細はがんばれゴエモン2#エビス丸についてを参照）。以降のシリーズでは無かったことにされているが、バレリーナに変身できたり、銭湯を利用する際には女湯に入らないと体力が回復しないなど、この設定の名残ともとれる描写もある。
『ワイワイワールド2 SOS!!パセリ城』にゲストキャラクターとして参加し、WORLD8の案内役および「モアイ遺跡」の回転砲台役で出演しており、ゴエモンが主人公として登場していない数少ないシリーズ作品の一つ『それいけエビス丸 からくり迷路』では主役を務めた。
『でろでろ道中』のエンディング中においてエビス丸そっくりの娘・マオが登場しており、四人中、唯一の既婚者であることが明らかになっている。
サスケ
声 - 堀絢子（『きらきら道中』～『綾繁一家』まで）→坂本千夏(『もののけ双六』以降)
概要
物知りじいさんが生み出したからくり忍者で、忍者屋敷を護衛するからくり忍者軍団の頭領。
『ゆき姫救出絵巻』のステージ5のボス「からくり忍者サスケ」として初登場し、『奇天烈将軍マッギネス』からプレイヤーキャラクターになった。一人称は「拙者」。
性格
普段は生真面目かつ硬派で、忍者らしく語尾に「ござる」を付けて話し、頭脳に搭載されている高性能演算処理装置を使って状況を冷静に分析、判断するなどの参謀的役割を担っているが、『獅子重禄兵衛のからくり卍固め』では自爆した後に何事も無かったかのように現れて「あれはジョークでござる」と平然と言ってのけたり、『きらきら道中』『でろでろ道中』では女装して登場したり、『もののけ道中』などではスイッチ一つで善悪のプログラムが切り替わったりとお茶目な一面も見せている。『ネオ桃山幕府の踊り』では、誤って花火爆弾を暴発させてしまった結果、ものしりじいさんの家を吹っ飛ばしてしまうといったドジを踏んだ。また、この一件で動力源が電池であることが判明した。仲間を呼ぶ時は「〇〇殿」付けで呼ぶが、『奇天烈将軍マッギネス』ではヤエを「ヤエさん」と呼んでいた。
『3』の忍者屋敷ステージでは、道中のザコとしてサスケと同型のからくり忍者が登場しており、いくつか同型の個体が作られている模様。
熱い風呂と日本茶に目が無く、『もののけ双六』では密かに羊羹にも目覚めている。
『もののけ双六』にて、自分よりも先に作られた兄にあたるからくりメカの存在が発覚した。
アニメ版では性格は変わってはいないが、ギャルの生写真激写を目的に制作されたカラクリ人形という設定になり、作中美女たちの写真を撮って歩いている。しかし、本人は物知り爺さんから正義のために必要なことと騙されているだけで、時折この任務に嫌気がさしているらしい。
武器
得意武器はくないと花火爆弾。ちょんまげを伸ばしての攻撃も可能。RPG作品でない限り他の武器を使う様子は無い。
漫画版の設定
『ゆき姫救出絵巻』では風の久慈丸（作者・帯の当時の担当編集者の久慈正人がモデル）というオリジナルキャラクターがステージ5のボスを務めたため、登場は『マッギネス』編からである。『マッギネス』編の前日談でも開発途中の姿を見せている。当初は冗談が通じなかったり、殿様を侮辱したエビス丸にクナイを突き立てて怒るなど堅物として描かれたが、旅を続けるうちに茶目っ気のあるキャラに変わっていった。
からくりちょんまげで遊ばれたり、読者からの投稿でゴエモンとエビス丸に改造されるなど、周囲の行動によって不幸な目に遭うことが多く、気苦労が絶えないキャラクターとして描かれている。からくりちょんまげを使用することには抵抗感があり、『きらきら道中』では一時克服したかに思われたが、伸ばしすぎて戻らなくなってしまったことで、再び使うのを嫌がるようになった。『ネオ桃山幕府のおどり』では、ゴエモンやエビス丸、ベンケイからちょんまげで遊ばれており、リボン結びやマフラーのように巻かれている。実は限界まで伸ばすと赤いテープが貼られており、戻らなくなった場合は一旦そこまで伸ばすと元に戻せる（ヤエ曰く、掃除機のコードと同じ原理）。しかしこれで戻すと以降は伸びやすくなってしまう。『ふぃ～ばあ』では読者投稿ネタとゴエモンの悪ノリで改造する「サスケチキチキ改造計画」というコーナーを設けられ、散々な改造を施された。特に当時のコギャルをモチーフにした「コギャルなサスケZ」は人格にコギャルの部分が残るほどの後遺症を与えてしまった。
読者からの評判が高く、人気投票では主役のゴエモンやヤエを抑えて1位となった（2位ヤエ、3位ゴエモン、4位エビス丸）。わずかながらゴエモンたちのように美形化することもあったが、顔が縦長のシュールな姿になっていた。

ヤエ
声 - 小野綾子（『きらきら道中』）→久川綾（『アニメがんばれゴエモン』）→笠原留美(『地球救出大作戦』および『ネオ桃山幕府』以降)
概要
日本の平和を影から守る隠密組織「秘密特捜忍者」のくの一。ゴエモン一行の紅一点。一人称は「私」。
『消えた黄金キセル』でゴエモンを追う秘密特捜忍者「ヤエちゃん」として初登場し、『ゆき姫救出絵巻』『奇天烈将軍マッギネス』でのゲスト出演を経て『獅子重禄兵衛のからくり卍固め』からプレイヤーキャラクターになった。
基本的なデザインはレギュラーキャラクターの中では変化がもっとも多く、忍び装束のデザインと先端を結んだロングヘアーという髪形は共通しつつ、『消えた黄金キセル』では黒色の髪に青地の衣装、『ゆき姫救出絵』では青色の髪に紫地の衣装、『奇天烈将軍マッギネス』以降は黄緑色の髪に薄紫地の衣装で落ち着いた。
一方、1999年の同時期に発売された『もののけ道中』および『もののけ双六』では腕と脚部が露出した忍び装束に変更となった。また、新衣装もデザインと配色が微妙に変わっており、『もののけ道中』『もののけ双六』『大江戸大回転』では手甲と脚絆の色が黒、上着が袖ありで中に黒のハイネック風のインナーのようなものを着用し、細い帯を前にまわして締めるというスタイル。『東海道中』およびパチスロ作品では漫画版のオリジナル衣装に近いデザインで手甲が紫色、脚絆が白、上着は袖なしで鎖かたびらを着用し、幅の広い帯を後ろに回して締めるというスタイルになっている。
アクションシリーズでの初出演作となった『ゆき姫救出絵巻』は『消えた黄金キセル』の後日談的な位置づけになっているが、4面のデモシーンにおける会話内容はゴエモンと初対面と受け取れるものになっている。
性格
職業柄、何事においても早耳で与えられた任務を完璧かつ忠実にこなし、経験と実績に裏打ちされた確かな推理と隠密行動で得た情報でゴエモン一行を導くお姉さん的存在。
普段は優しいが、時折、毒を吐いたり、ゴエモンとおみつの仲を愚痴るなど子どもっぽい一面ものぞかせる。また、『消えた黄金キセル』のエンディングでは相当な酒乱であることが明らかになっており、その様を見たゴエモンを驚愕させた。強い正義感も持ち合わせており、『消えた黄金キセル』にてハイカラ村を訪れたゴエモンたちを一方的に犯罪者と決め付けて誤認逮捕してしまったことがある（直後に偽者の存在を目の当たりにして謝罪している）。腕利きの忍だが不覚をとって敵に捕まってしまうことも時々ある。仲間の事は「〇〇さん」付けで呼んでいる。
立ち位置的には完全なツッコミ役で作中でボケに回ることは皆無だが、「消えた黄金キセル」のエンディングにおける脱衣ネタ、「きらきら道中」の「すき焼きイベント」、「でろでろ道中」の「電話相談室」における会話内容や「コスプレモード」における「やばい水着」など、脇を彩るネタ要素においていろいろといじられることが多い。他にも敵幹部を見下して馬鹿にしたり、敵のアジトに侵入するためインパクトのパンチをビルに叩き込むという提案にしり込みする男性陣を一喝し威勢のいい叫びとともにパンチを放ったりと、普段のキャラクターとのギャップある態度を垣間見せることもある。
アニメ版では生真面目で気の強い所が強調され、初期数話の間はマイペースなエビス丸を呼び捨てにしていた。ゴエモンに対しても、通常通りさん付けで呼んでいるものの町のパトロール中に寄り道をしようとする彼の耳を引っ張り上げて静止、無理やり連れて行くなど手厳しい接し方をしている。
武器
得意武器は忍者刀とバズーカで、RPG作品では専用武器として弓も扱う。また、忍術の使用にも長けており、『消えた黄金キセル』での初対面時におけるイベントでは必ず動きを封じる「金縛りの術」、仲間になってからは回復系統を主軸とした数々の術を扱い、『獅子重禄兵衛のからくり卍固め』以降は「人魚変化の術」を使うようになった。
漫画版の設定
生真面目ではあるが少し砕けた雰囲気を持つお姉さんキャラクターとして描かれている。ギャグ要員の他三人と比して常識人寄りで大人びた性格の一方、重火器を振り回すアグレッシヴさの他、怒らせると非常に怖く、ゴエモンからセクハラまがいの言動をとられても赤面するだけで怒らない反面敵から同様のことをされると激怒して相手を躊躇なく叩きのめしてしまうなど過激な一面も併せ持つ。また、破壊マニアの面も持ち、登場当初から爆弾やバズーカでゴエモン達ごと吹き飛ばす姿が描かれた他、シリーズが進むとゴエモン達を平然と巻き込みながら「快感」と呟くような危ない部分も見受けられた。
漫画版の『ゆき姫救出絵巻』ではゲーム版でのプレイヤーキャラ昇格に先駆けてゴエモンたちと共闘しており、ゲーム本編でプレイヤーキャラ化して以降はさらに出番が増えた。後述のように本来のヒロインであるおみつがギャグキャラ化していった関係もあり、実質的なヒロインを務めていた。また『ゆき姫救出絵巻』のゲーム版では『黄金キセル』の流れを引き継いでいるかは曖昧だったが、漫画版では完全に初対面となっている。
オリジナルの『ふぃ～ばあ』では「美少女忍者くノ一ヤエ」という小エピソードを持っていたが、水浴び中に魚に間違われてゴエモンとエビス丸にボコボコにされたり、体重増加に悩まされたりとろくな目に遭わなかった。他にもお色気ピンナップページが挿入されたり、人気に執着して暴走するおみつとの格の違いを見せつけるシーンもあった。
お色気シーンの描写の相乗効果で、読者から高い人気を誇り、『コミックボンボン』における女性キャラクター人気投票では1位をとり続けていた。作中でも本人の知らぬ間に写真集が出版されるなどアイドル的扱いを受けている。服装は全身網タイツに赤ブルマ風のショーツ、袖なしで裾の短い忍装束を着用で髪型もポニーテールと大きく異なる容姿であったが、『きらきら道中』以後は髪型は原作ゲーム同様となった。また、ゴエモンに好意を抱いていると明確にとれる描写が多く、ゴエモンにも惚れられているが実際の恋愛関係にまでは発展しておらず、復刻版の描き下ろし漫画にておみつがゴエモンの子供を身籠ったと聞いた時は涙を流しつつ素直に身を引こうとしていた（後に勘違いと発覚）。なお、この書き下ろし漫画では再びポニーテールに戻している。
その他
趣味はあんドーナツ作り。その後あんドーナツ作りを極めてしまい、今度はクロワッサン作りに凝りだす。
パーティの中ではエビス丸と共に家族・親族の存在が明かされており、『宇宙海賊アコキング』で従姉妹のおゆきが、『東海道中』で姉のヒトエが登場。姉のその名前から名前の漢字表記が「八重」で八人姉妹の末子であるらしい疑惑が浮上したが、詳細は不明。また、出身地が現在の静岡に当たる由比であることも同作で判明している。
ゴエモンと異なり現在意中の相手はいないようだが、『でろでろ道中』の電話相談室イベントでの会話の一部においてゴエモンを気にかけているらしいことが示唆されている。

ゴエモンインパクト
声 - 伊藤健太郎（『地球救出大作戦』）→松本保典
もの知りじいさんが製作した巨大からくりメカ。外観のモチーフはゴエモンだが本人は気付いておらず、間抜けなデザインだとバカにしている。
詳細はリンク先を参照のこと。
おみつ
声 - 伊藤美紀（『OVA版 次元城の悪夢』）→菊池志穂（『OVA版 地球救出大作戦』）→丹下桜（『綾繁一家』）→仲西環（『大江戸大回転』）→小林沙苗（『大江戸天狗り返し』）→大亀あすか（パチスロ）
概要
ゴエモンの住む「はぐれ町」のアイドルであり、シリーズのヒロイン。『からくり道中』のボーナスキャラクター「おみっちゃん」として初登場し、『消えた黄金キセル』からゴエモンと同じ長屋に住む町娘「おみつ」というキャラクター設定が付与されている。ヒロインという立場にあるため、何かと敵にさらわれることが多い一方で、九州まで徒歩で団子の出前に向かったり、『もののけ道中』にて最終ボスを一蹴したりするなど、時には後述する漫画版同様にヒロインらしからぬ行動を取ることもある。
性格
とにかく元気で人当たりが良く、誰からも好かれているため、勤め先の茶店では看板娘で通っている。
アニメ版などではやきもち焼きな性格に描かれることが多く、ゴエモンが他の女の子と仲良くしているのを見てとたんに不機嫌な態度を表にするが、作品によってはやきもち焼きな一方で移り気がある性格として描かれることもある。
漫画版の設定
髪を下せば本人と気付かないゴエモンにナンパされ、ゆき姫の替え玉に利用されてもすぐには気付かれなかったほどの美人ではあるのだが、非常に自己顕示欲の強いキャラクターとして描かれており、腕力もかなり強い（バーベルを持ち上げるなど）。最初期こそメインヒロインだったが、後にヤエが実質的なヒロインになっていったため、ヒロインであることをアピールしたり、出番の少なさをネタにされたりなどのギャグ担当的な役回りとなっている。特に漫画オリジナルの『ふぃ～ばあ』ではヤエやサスケの人気に嫉妬した挙句、自ら醜態を晒して人気を落としに行くシーンが多く、最終エピソードである『ネオ桃山幕府』編の最終回でも九州ごと宇宙に置き去りにされていた。また、ゴエモンに「浮気をするな」と釘を刺しておきながら、自分は平気で浮気をする性悪な一面も見せているが、何だかんだでゴエモンが一番であるらしく、獅子重禄兵衛にゴエモンが倒されたと思い込んだ際には、涙を流して重禄兵衛をぶちのめしている。『獅子重禄兵衛のからくり卍固め』3巻の巻末資料では後にゴエモンの妻になる可能性が示唆されており、復刻版の描き下ろし漫画ではお腹が大きくなったため、ゴエモンの子供を身籠ったのではないかと思われたが、ただの便秘であった。
その他
彼女の父親は『奇天烈将軍マッギネス』『宇宙海賊アコギング』などで何度か登場しているが、母親は『消えた黄金キセル』にしか登場していない。共に名前は不明。

物知りじいさん
声 - 岡和男（『アニメがんばれゴエモン』）→菅原淳一（『でろでろ道中』など）→岩崎征実（パチスロ）
概要
伊賀の山奥のからくり忍者屋敷に居を構え、サスケを筆頭に様々な発明品を作り出している発明家。『ゆき姫救出絵巻』で伊賀に住む知恵者「物知りじい」として初登場する。瞬間移動装置「瞬間移動ミラクルファジーマシーン」、「最新型スーパーウルトラゴージャスベリーごっついからくりメカ ゴエモン・いんぱくと」、「タイムマシン」「特製ウルトラゴージャスエレクトロ時空モニターテレビ」「からくりウォーカー」など、ネーミングセンスは悪いが宇宙刑事ババンですら驚くほどの科学力で画期的な発明品を次々と作り出すものの、スケベな性格が災いしてその都度、騒動の引き金を引くトラブルメーカー。
性格
時としてゴエモンたちに明晰な頭脳と冷静な分析力をもって的確なアドバイスを与える司令官的役割を担っているが、とにかくギャルが大好きなスケベじじいであり、「ミラクルファジーマシーン」以外の大半の発明品はギャル絡みの不純な動機から作り出されている。また、緊急時にもかかわらず基本的に自身の欲望を優先したりと利己的な部分もあり、そこを敵に利用されてしまうこともしばしば。
漫画版の設定
当初は忍者屋敷の攻略に失敗したゴエモン達の前に謎の老人として現れ、彼らに修行を課して導いた。しかしこの時点からスケベで間抜けな面も見せている。ゴエモン達が忍者屋敷にて風の久慈丸を倒すと正体を明かす。ゲームと異なり、脳天部分が禿げ上がっている（ただし、『きらきら道中』ではカツラを装着してゲーム版と同じ髪形となる）。また、妻帯者でもあり、妻は非常に若い美女（物知りじいさんの年齢が98歳であるため、年齢差がある。ゴエモン曰く「ほとんど犯罪」）。『きらきら道中』編ではインパクトが自ら動いて喋ったことに驚いたショックで死亡したと思われたが、熟睡していただけだった。
その他
アニメ版では「百地 物知介」（ももち ものしりのすけ）と名乗っており、おみつの祖父という設定になっている。『もののけ道中』では実兄である「ほろほろ寺」総本山の高僧、つるりん和尚が登場するが、弟同様、こちらもスケベ爺。

### その他の主要キャラクター
クロベエ
声 - 冨永み〜な（『もののけ双六』『大江戸大回転』）→釘宮理恵（パチスロ）
概要
「コバンネコ」を首領とし、四国を拠点に活動する隠密集団「忍者猫」の一員。『ゆき姫救出絵巻』のステージ1のボス「女幽霊」として初登場する。ゆき姫誘拐事件を解決しうる実力のある者を見つけるために幽霊に化け、クロベエに打ち勝ったゴエモンたちに四国への路銀を預けている。エンディングのラストではゆき姫に抱かれており、以降は表向きはゆき姫のペットとして護衛を務めるようになっている。
『獅子重禄兵衛のからくり卍固め』では、ゴエモンに頼まれて伊賀屋敷への転送装置に一般人が近づかないようにするため、再び幽霊に化けており、ゴエモンたちに『ものまね変化の術』を授けた上で路銀を預けるなど、気前の良さも見せている。その後は、再びゆき姫のもとにペットとして戻っているが、未来から帰ってきたゴエモンインパクトによる、大江戸城の崩壊に巻き込まれている。未来の世界では、間抜けな猫のこそ泥である「ねこきち」が登場しており、外見が瓜二つだが、子孫かどうかは言及されていない。
性格
生真面目で律儀な性格をしている。親分のコバンネコからは忍者としてはまだ半人前と見なされているため、暇さえあれば忍者としての修行しているようで、一人前の忍者猫を目指している。
その他
『でろでろ道中』『大江戸大回転』の出演時は名前表記が「クロベー」となっており、『大江戸天狗り返しの巻』では隠しキャラクター、同社のシューティングゲーム『実況おしゃべりパロディウス』ではボスラッシュステージの「女幽霊」、『もののけ双六』では第1面の対戦相手として登場しており、主にゲストキャラクターとして活躍している。
口調は作品によって微妙に異なり、『ゆき姫』ではやや砕けた口調でゴエモンたちを「あんた」呼びし『からくり卍固め』ではゴエモンたちを「さん」づけで呼びでいずれも語尾に「にゃ」をつけて話すが、『でろでろ道中』『大江戸大回転』のデモシーンでは語尾に「にゃ」をつけずに普通のですます調で話す。

殿様
声 - 茶風林
概要
大江戸城の殿様。『ゆき姫救出絵巻』で初登場する。居城を乗っ取られたり、改造されたり、破壊されたりといった災難に見舞われる。モデルは江戸城の城主であって江戸幕府初代将軍だった徳川家康。
性格
極めておおらかな性格であるため、居城を乗っ取られたり破壊されたりしても、多少困りはするもののことが過ぎればあまり気にしない。『ゆき姫救出絵巻』で敵につかまって幽閉された時こそうろたえていたものの、作品が進むにつれて慣れてしまったらしく、悲惨な展開があっても割と余裕ある態度を見せている。何度も自身の危機を救ってくれるゴエモン一行への信頼は強く、彼らに困ったことがあれば、喜んで協力もしてくれる。
漫画版の設定
出番は少なく、基本的にゲームに準拠しているがオリジナルストーリーの『ふい〜ばあ』では主役のネタが描かれた。忍びで城下に出ては世直しを試みるも、知名度が低いせいで何度もボコボコにされ、ようやく認知されても市井の不満を理不尽にぶつけられて袋叩きにされるなど、散々な目に遭っただけだった。

ゆき姫
声 - 三石琴乃（『ネオ桃山幕府のおどり』）→石川静（『大江戸大回転』）→釘宮理恵（パチスロ）
概要
大江戸城のお姫様。『からくり道中』にてボーナスキャラクター『ユキ姫』として初登場し、『ゆき姫救出絵巻』でヒロインとなった。モデルは徳川家康の正室だった築山殿。
同作にてはんにゃ大将軍にさらわれたがゴエモンとエビス丸の活躍によって救出され、無事に江戸城に帰還したが、その後も数々の騒動にまつわる災難を殿様と共に経験することになる。
マッギネス以降はヒロインの役割を長らくおみつに譲っていたが、『大江戸大回転』では再びヒロイン格となり、エコロリ斎に一目ぼれされてさらわれてしまう。
性格
性格は作品によってさまざまで、『奇天烈将軍マッギネス』では監禁という受難にめげずに途方に暮れる父を励ます気丈な性格、『ネオ桃山幕府』『でろでろ道中』ではエビス丸を苛立たせるほどにマイペースでスローな性格、『大江戸大回転』ではエコロリ斎のラブコールを頑としてはねつける強気な性格である。
漫画版の設定
『ゆき姫救出絵巻』にて清楚な姫として登場し、最後までその性格で一貫している。自身を助け出してくれたゴエモンに惚れた様子を見せるも、以降は出番が少なくゴエモンとの絡みも殆ど無かった。

カブキ
声 - 柳沢栄治（『でろでろ道中』）→高木渉（『もののけ双六』）→岩崎征実（パチスロ）
概要
打倒ゴエモンに執念を燃やす大男。『ゆき姫救出絵巻』のステージ6のボス「つづら助六」として初登場し、以降の作品では「カブキ」という名称で呼ばれる。『奇天烈将軍マッギネス』では「かぶき・りたーんず」、『獅子重禄兵衛のからくり卍固め』では「からくり用心棒」および真の最終ボス「かぶき・ふぉーえばー」、『でろでろ道中』では「カブキ64」および巨大からくりメカ「ちょー戦国メカ カブキファイナル」、『もののけ双六』では「カブキ」、『大江戸大回転』では「カブキ男」および巨大からくりメカ「リサイクルメカ1号 カブキファイナル」として再三登場する。『大江戸天狗り返しの巻』では本人かは明言されないが、外見と攻撃方法が似た「すけろく」というボスが登場する。
性格
歌舞伎風の格好をした盗賊というゴエモンに似通った面は持ってはいるものの、通りかかった民衆から金目の物を巻き上げる野盗であり、ゴエモンのような義賊ではない。『ゆき姫救出絵巻』でゴエモンに敗れ去って以降は、ゴエモンを倒すことだけに全てを捧げる、文字通り「復讐の鬼」と化す。
『奇天烈将軍マッギネス』では、マーブル・ブルーによって肉体改造を施してもらい、からくりボディの「かぶき・りたーんず」として復活する。倒されて爆散しても、「地獄で会おうぜ」という台詞通り、遊園地のアトラクションである「バーチャ地獄」に乱入する形で再戦を挑んでくる。それ以降、ゴエモンを倒すためならば、面影が残らないほどの肉体改造を施すことも厭わずにしつこく立ちはだかる。
『獅子重禄兵衛のからくり卍固め』では、当初は正体を隠して「からくり用心棒」として振舞っていたが、やがて時空転移能力まで身につけた「かぶき・ふぉーえばー」として、ゴエモン一族そのものを抹殺しようとする陰の黒幕にまでなった。
『もののけ双六』に登場した際には性格描写が変わっており、ゴエモンたちに敬語で親しげに話しかけてくる。
漫画版の設定
ほぼ原作と同様の展開になっているが、若干ながら異なる設定も含まれている。『ゆき姫救出絵巻』の初登場時は、名前がグレートル（愚れとる）・カブキとなっており、ゴエモンとのプロレス勝負の末に敗退した。
『奇天烈将軍マッギネス』でも、ほぼ原作通り「カブキ・リターンズ」の設定になっているが、サイボーグ形態の他に人間形態も披露している。原作通りに、ゴエモンに復讐戦を挑むが、サスケのからくりちょんまげに怯んだ隙を突かれ、ゴエモンの貯め撃ち小判を受けて再度敗れた。
『獅子重禄兵衛のからくり卍固め』では、最初は「からくり用心棒」として登場するも、ゴエモンたちからは相手にされずに終わり、その後インパクトで未来へタイムワープしたゴエモンたちを後方から襲撃した。終盤になって、「カブキ・フォーエバー」としての真の姿を現し、今回の目的がゴエモン一族そのものの抹殺にあることを語ったが、美形化したゴエモンと重禄兵衛のタッグの前に、三度目の敗北を迎えた。

ケン助
概要
一見すると美女だが、実は青いひげ面を隠したオカマ。初出は『ゆき姫救出絵巻』で、行く先々の民家で何度か遭遇することになり、会話を交わすと隠していた口元を晒して正体が判明する。
『奇天烈将軍マッギネス』以降は、不在なのを良いことに、ゴエモンの家に図々しく居座るようになっており、エビス丸やサスケで入ると怒り出す。『でろでろ道中』からは同様に不法侵入している上に法外な金を無心してくるようになっており、半ば彼のことを金ヅル扱いしている模様。
『奇天烈将軍マッギネス』では双子の弟の「トメ吉」が、『でろでろ道中』では別の弟と思われる「ケン造」も登場しており、全員がケン助と同じくオカマである。さらに未来世界が描かれる『獅子重禄兵衛のからくり卍固め』では、子孫と思われる「ケン助（同名）」、「シン助」が登場しており、この二人もオカマである。
性格
『ゆき姫救出絵巻』から『宇宙海賊アコギング』あたりまではゴエモンを付け回しているだけであったが、『でろでろ道中』ではゴエモンに3500両という法外な金額を無心するだけでなく、ゴエモンに催眠術のようなものを掛けて、支払いを拒否できなくしてくるという悪質なやり口を見せてくる。『大江戸天狗り返しの巻』でも、勝手にゴエモンの家に上がり込んでおり、スーパー小判を返す代わりにお金を無心してくる。
また、初期は普通の女言葉であったが、『でろでろ道中』からは、花魁言葉で喋るようになっている。
漫画版
『奇天烈将軍 マッギネス』篇のみ登場。原作通り、はぐれ町のゴエモンの家に居座っており、ゴエモンによって叩き出されている。ゴエモンによると、女の子と間違えて声を掛けてしまったのが原因で惚れられてしまった模様。
小竜太（こりゅうた）
概要
『ゴエモン外伝2』より登場。龍神湖の付近で暮らす龍人一族の末裔の少年。前髪で目元が隠れているのが特徴。その内には龍に変化する潜在能力を秘めており、『ゴエモン外伝2』では、「覇龍変化」、「聖龍変化」といった龍に変身して敵に攻撃する技を覚えることになる。
『ゴエモン外伝2』以降の作品でも、何度かゲストキャラクターとして登場する。『奇天烈将軍マッギネス』では、ステージ3の『龍神湖』にて、龍変化の練習をしている小竜太が登場しており、その次の赤福村の一軒家では、人間の姿でも登場する。『ネオ桃山幕府のおどり』では、完全に使いこなせるようになった龍変化の術を生かして大江戸ツーリストの淡路店でアルバイトとして働いていたところ、日本全土舞台化計画を目論むネオ桃山幕府のコロンの所有するコントロールマシンで操られ悪事の片棒を担がされていたが、ゴエモンたちによって助けられ、罪の償いのためにゴエモン一行の足代わりとなるべく移動専用アイテム「小竜太の笛」を託す。
性格
まだ幼いが、母親思いで心優しくしっかりした性格の持ち主。武器では剣を扱う。大百足の毒によって病気になってしまった母親を救うために必要となる「燕草」を探しに母親の静止を振り切って旅立とうとした際にゴエモンやエビス丸と出会い、彼らの旅に同行する。母親の病気が治った後も、自身を助けてくれたゴエモンたちに恩義を感じ、自らの意思で再び旅に同行しており、異世界や宇宙へ行くなど、数々の大冒険を経るに至っている。
真面目な努力家でもあり、『奇天烈将軍マッギネス』で龍人湖で龍変化の練習をしていた。ただその真面目さゆえに、『ネオ桃山幕府の踊り』では、操られていたとはいえ、悪事に加担してしまったことに深く落ち込んでいた。
漫画版
『ゴエモン外伝 天下の財宝篇』にて初登場。序盤は真面目な常識人ゆえにゴエモンやエビス丸に振り回されがちで、さらに強烈な性格をしたシモンに気圧されているなど、頼りない面が目立っていた。しかし、記憶喪失の美少女であるユリに一目惚れしたのを機に、徐々に人間的に成長していき、最後までゴエモンたちの旅に同行し続けた。その一方、宇宙警察のペモペモに気に入られてしまい、セクハラまがいなことをされてしまうなど、災難な目にも遭っている。
『奇天烈将軍マッギネス』では、ゲーム版通りに龍変化の術の練習をしているが、まだうまくコントロールができておらず、マッギネス一味の拠点の一つである「和食城」を破壊してしまった際は、慌ててその場から逃げ出している。
　おみつの父
概要
　おみつの父親。娘のおみつと共にはぐれ町で暮らしており、茶店を営んでいる。
『奇天烈将軍 マッギネス』にておみつの家で初登場。おみつが大江戸城の見物に行ったっきり帰ってこないことから、大江戸城に取り残されているのを察し、琉球からはぐれ町に帰ってきたゴエモンたちにおみつを助け出すよう懇願している。
『獅子重禄兵衛のからくり卍固め』では、前作でおみつが浚われたことへのトラウマからか、家にいない彼女のことを心配している様子を見せている（この時はゴエモンの家にいた）。そしてその不安が的中してしまうかのように、おみつは未来からタイムワープして来たビスマルによってまたしても浚われてしまうことに。
『宇宙海賊アコギング』では、はぐれ町から離れた竜宮島の町にて登場。またしてもおみつが姿を消してしまったことから、彼女を探して旅をしていたらしく、竜宮島の町で聞きまわっていた所でゴエモンたちと再会。おみつが行方不明になってしまった事実が明らかとなっている。
『東海道中 大江戸天狗り返しの巻』では、自分の店だけでは稼ぎが足りないのか、江戸からかなり離れた場所まで出稼ぎに出ている様子が描かれており、おみつを心配させたくないという想いからゴエモンたちには黙っていて欲しいと頼んでいる。
性格
娘想いの善良な父親で、シリーズにおいて娘のおみつが度々浚われてしまっているのを心配する苦労人。『獅子重禄兵衛のからくり卍固め』では、まだ『奇天烈将軍マッギネス』での不安から立ち直れていないらしく、娘のおみつが見当たらないだけで不安に陥っている。おみつを想っての行動力も優れており、『宇宙海賊アコギング』の際には自ら探し回っていたほどである。何度もおみつを悪漢たちから救ってくれているゴエモンに対しては、強い信頼を寄せている。
漫画版
『奇天烈将軍 マッギネス』編のみ登場。ゴエモンたちがはぐれ町に帰ってきた際、オビス丸によって空き巣に入られてしまい、外見がエビス丸に似ていたことから彼を犯人として疑ってしまっている。真犯人であるオビス丸がゴエモンたちに成敗された後、おみつがまだ帰ってこない事実をゴエモンたちに伝えている。
オビス丸
概要
エビス丸に外見と名前の似ている泥棒。青地のエビス丸とは異なり、紫地の忍び装束とほっかむりを身に着けており、真っ赤な鼻が特徴。初登場の『奇天烈将軍 マッギネス』では単に「泥棒」という名称のザコ敵であった。
『奇天烈将軍 マッギネス』では、中盤以降の町エリアにザコ敵として登場し、招き猫を取って武器をランクアップさせた状態でぶつかってしまうと招き猫を取られてしまい、武器のランクが一つ下がってしまう。
『きらきら道中』にて、オビス丸という名称がつけられ、基本設定も固まった。ナンパ・シティでエビス丸と鉢合わせした際、互いの容姿を罵り合った末にナンパ勝負をすることになるが、最終的にはエビス丸に敗北した。
『でろでろ道中』では、忍び装束とほっかむりの色が赤地に変更される形で再登場し、目つきもギラギラしたものとなっている。竜宮島の乙姫町の一軒家で空き巣泥棒を行っていた所をエビス丸と再会し、前回の敗北のリベンジをすべく、エビス丸にマラソン勝負を挑む。ジェット噴射で飛行するなど、卑怯な手段も行使していたが、結局の所は敗北。通行手形を渡した後、悔し泣きしながら何処かへと飛び去っていった。
名前自体は漫画版の『奇天烈将軍 マッギネス』編に登場した際のオリジナル名称からとられており、ゴエモンシリーズの漫画版を手掛けた漫画家帯ひろ志の苗字が由来となっている。
　性格
関西弁で朗らかな性格のエビス丸と異なり、広島弁で捲くし立てるように喋るガラの悪い性格。せこい泥棒をしている点からも分かる通り、おおよそ善人とは言えない。また、かなりの負けず嫌いでもあり因縁あるエビス丸に幾度も勝負をけしかけてくる。しかし、自身を「月の光に照らされた美しき"白菊"」、「してぃぼーい」、「天下の美少年」と言ってはばからないなど、ナルシストな部分に関してだけは共通しており、見た目と裏腹に女性を口説き落とすのを得意としている。
漫画版
『奇天烈将軍 マッギネス』編で初登場。泥棒家業に精を出す中、本業は漫画家となっている。ゴエモンたちがはぐれ町に帰ってきた際、おみつの家で空き巣泥棒を行っており、エビス丸と外見が似ていたことから、おみつの父にエビス丸が責められる事態となっている。しかし、すぐにエビス丸とは別人と判明し捕まりそうになり、うまく立ち回ってエビス丸の方が捕まえられるように仕向け逃げようとするも、つけっ鼻が取れそうになって自身が偽者とばれてしまった結果、成敗される。その後、盗んだ物の中におみつの学生時代の制服が入っていたのを知ったゴエモンから、更なる折檻を受ける羽目となった。
『きらきら道中』編で再登場するが、エビス丸とは初対面という形になっている。原作通り鉢合わせしたエビス丸といがみ合いナンパ勝負をすることになり、美女たちのナンパに成功して有利となっていたのだが、エビス丸は惑星アクアンにいたヤエを呼び出すという裏技を行使し、さらに彼女が分身の術を使って大勢に見せた結果、自らの敗北を認め、バレリーナ・ドリルの衣装をエビス丸に手渡す。その直後、編集者たちが漫画を書くよう言いながら現れ、そこから逃げる形で退場した。
プラズマ
声 - 緒方賢一
概要
濃紺の三角頭巾をかぶり、白足袋に越中褌一丁という奇異な出で立ちで「プラズマぁー!!」と叫びながら登場する謎の中年男性。
『きらきら道中』の惑星アクアンにあるフービーシティの「もんばん」および「にくえもん」のデザインを継承する形で独立したキャラクターとなり、怪しげな占い師「プラズマ」という設定が与えられた。
『ネオ桃山幕府のおどり』『でろでろ道中』『大江戸天狗り返しの巻』では占いで情報を与えるお助けキャラクターとして、『もののけ道中』『大江戸大回転』ではボスキャラクターとして登場している。
性格
占い師から用心棒、果ては大妖怪の封印を解く「心眼石」の守護神として現れるなど、ゲームによって役割が様々であり、全く掴み所が無い。

タイサンバ
声 - 緒方賢一（『もののけ双六』）
概要
魚型巨大からくりメカの代表機。『ネオ桃山幕府のおどり』で赤い機体の巨大からくりメカ「みわくのマーメード タイサンバ2」として初登場し、『でろでろ道中』で青い機体の「魅惑のマーメイド たいさんば3」および「魅惑のマーメイド タイサンバ4」、『もののけ道中』で青い機体の「タイサンバ」、『もののけ双六』で桃色の機体の「タイサンバHB」、『大江戸大回転』で青い機体の「リサイクルメカ2号 たいさんば5」、『大江戸天狗り返しの巻』では「タイサンバDS」として次々と登場する。敵側の同型巨大からくりメカとしてはシリーズ最多出場を誇る。
性格
メカであるため性格は不明だが、痛みは感じる。『もののけ道中』に登場する「タイサンバ」は、前述のプラズマ同様に守護神の一人として現れ、東北弁の訛りを交えて会話をしてくるが、守護神としての役割にどこか投げやりな部分がある。『もののけ双六』で登場する「タイサンバHB」は、様々な感情を「ピポ」という言葉一つだけで表現するため、何を言っているのかを理解できるのはエビス丸だけである。
その他
原作ゲームでは特に言及されなかったが、漫画版ではタイサンバ1が登場した（ゲーム版の時点で2なのは、キャラクター自体の初出が漫画版であるため）。タイサンバ2の兄で、エビス丸いわく「美しい」。しかしただの小さいメカに過ぎず、インパクトにあっさり潰された。タイサンバ2によると「いずれは横綱になるはずだった」とのこと（連載当時の3代目若乃花の横綱昇進に絡めたネタ）。

## ゴエモンシリーズの用語

### アイテム
黄金のキセル
ゴエモンの家系に先祖代々伝わる純金でできたキセル。ゴエモンにとっては何よりも大切な物であり、これを奪われることは一族の名誉を汚すほどの恥とされている。初登場の『きえた黄金キセル』では、これが盗まれたのがきっかけでエビス丸と旅に出ることになる。後に黄金キセルを取り戻した後は、武器として装備が可能となる。
『ゆき姫救出絵巻』、『奇天烈将軍マッギネス』では2段階目の通常武器となり、『獅子重禄兵衛のからくり卍固め』、『きらきら道中』では、通常武器として扱われている。
『それいけエビス丸』では、『がんばれゴエモン2（FC）』の時に懲らしめたからくり城の主・からくり権左衛門に盗まれてしまい、ゴエモンがそのことを隠して一人旅に出ているが、失敗して捕まってしまっている。
帯ひろ志の漫画版『天下の財宝』では、「勇者のキセル」の役目が「黄金のキセル」に変更されている。
『ゆき姫救出絵巻』でのエビス丸の2段階目の武器である「長笛」も、黄金のキセルと同様にエビス丸の家系に代々伝わる大切な笛とされている。
ほら貝
ゴエモンインパクトを呼び出すために必要不可欠となるアイテム。一見すると、ただのほら貝にしか見えないが、中身は電子部品の塊になっているようで、『大江戸大回転』では、スクラップを使う形で修復されている。ゴエモン、エビス丸、サスケ、ヤエの4人分は存在し、基本的には彼らがいつでもインパクトを呼び出せるようになっている。
『綾繁一家の黒い影』では、エビス丸インパクト、サスケインパクト、ヤエインパクトの3機を呼び出す機能も追加されており、4人が全員で同時にほら貝を吹くと、ゴージャスインパクトへの合体が発動する。
これぞうくん
FC版『2』で登場したゾウの形のマスコット人形。正式名称は「これを持っていると出口まで行けるんだ象くん」で、よろず屋で購入して3D迷路内で使用すると瞬時にゴールに到達できる。
『ゆき姫救出絵巻』以降の横スクロールアクション系列の作品では中間地点からの再開用アイテム、アクションアドベンチャー作品ではダンジョンマップを参照できるアイテムとして登場する。
『天下の財宝』では、最初のダンジョンである大江戸タワーに隠されており、世界ドロボウ大会の予選通過のアイテムとして扱われている。また、「はずれタロウ」という偽物も存在し、これを戦闘中に使うと体力が回復する。

### 町・村・拠点など
はぐれ町
『きえた黄金キセル』より、ゴエモンやエビス丸、おみつたちの定住地として登場した江戸の町。登場初期は大江戸城から離れた町となっていたが、現在は大江戸城の城下町として扱われている。
ゴエモンやエビス丸が暮らしている長屋だけでなく、よろず屋、めし屋、宿屋、占い屋、茶店といった、町に必要不可欠といえる店が一通り揃っており、おみつはめし屋、茶店などで働いている。町は日々賑やかで活気溢れている反面、よくよく騒動も起こっているが、ゴエモンやエビス丸の活躍によって、はぐれ町に襲撃を仕掛ける悪党たちはいずれも成敗されている。
『獅子重禄兵衛のからくり卍固め』では、現代篇の終盤でビスマルと結託していたからくり用心棒（カブキ）によって壊滅状態へと追いやられてしまったが、ゴエモンたちが未来から帰還した際、事件が起こる前日に戻ったためはぐれ町の壊滅は無かったことになった。また、未来世界のはぐれ町は「はぐれタウン」という名称で呼ばれているが、こちらは世界規模の戦争によって見る影もなく荒廃しており治安も悪くなっている。
大江戸城
江戸の象徴といえる巨大な城。
『からくり道中』では全13面×8カ国のステージの最終面として登場し、城ステージの最終エリアに到着することでゲームが完全クリアとなる。ゲームの目的自体は各地の悪徳大名を懲らしめることだが、この時点における江戸の殿様が後のシリーズにおける殿様と同一人物かどうかは不明。
『がんばれゴエモン2（FC）』でも、ステージ7の舞台として登場。殿様のもとまで辿り着くと、目的のからくり城がもっと北にあることを教えられ、殿様はゴエモンとエビス丸に成敗されてしまうのだが、この殿様も後のシリーズの殿様と同一人物かは不明。
『きえた黄金キセル』では、終盤にて敵勢力であるカラクリ一族に乗っ取られてしまっており、旅芸人一座に扮して潜入したゴエモン一行がカラクリ一族と激突する舞台として描かれている。
『ゆき姫救出絵巻』以降は、殿様とゆき姫親子の居城にもなっているが、登場する度に悪役たちに狙われ、乗っ取られたり、改造されたり、あまつさえは破壊されてしまったりとろくな目にあっていない。
ほろほろ寺
はぐれ町にある無人の荒れ寺。シリーズ毎に様子が異なる。『ゆき姫救出絵巻』では、女幽霊や多数の妖怪が出る最初の目的地。
『大江戸天狗り返しの巻』では、それまでのシリーズとは異なって無人ではなく「和尚」や女剣士である「鈴」が登場しており、また三種の神器の一つとされる「ヤタノカガミ」が封印されている。
『飛び出せ鍋奉行』では、日本各地に存在し、和尚や小坊主が修行している立派な寺になっている。
お祭り村
東北の陸奥国南部あたりに存在する村で、名前通り一年中季節を問わずに祭りで賑わっているのが特徴。村外れの近くには物知り爺さんの別荘である「からくり忍者屋敷」、村から北へ向かった先には、イタコの住む「恐山」が存在する。
『奇天烈将軍マッギネス』、『獅子重禄兵衛のからくり卍固め』、『大江戸大回転』、では季節は夏だが、『ネオ桃山幕府のおどり』では冬になっている。
にんにん村
ヤエら忍びたちが住む隠れ里。『消えた黄金キセル』にて旅の道中立ち寄る村落の一つとして初登場する。地理的にはぐれ町に比較的近いところに位置している。
『獅子重禄兵衛のからくり卍固め』でははぐれ町の北側のはぐれ山山中にあり『たいむましん2号機』を呼び出すキーアイテムが眠る「ほら貝の洞窟」が存在するが、付近一帯は忍びたちの縄張りとなっているため、よそ者だけでは立ち入ることはできない。
『東海道中 大江戸天狗り返し』では、にんにん村とは異なる隠れ里として『由比忍び村』が登場した。ヤエの出生地であり、彼女の姉であるヒトエが村長を務める。実力主義による階級社会が敷かれており、全ての術を極めた上級忍者と、修行中の下級忍者とで居住区が分かれている。また、村を戦禍から守ってきたという忍びの宝剣が祀られており、目的とする三種の神器の一つだと勘違いした盗賊団「Mr.五右衛門団」の襲撃に見舞われた。

### 組織
秘密特捜忍者
日本の平和を守るべく各地で隠密活動を行う幕府直属の忍者集団。ヤエが所属する組織であり、初登場となる『消えた黄金キセル』では偽ゴエモンによる各地の騒ぎや謎のからくり集団の動向を追っている。その後のゴエモンシリーズでも、日本を襲う様々な怪事件を秘密裏に解決すべく捜査活動を行っている。
『天下の財宝』では、8つの鍵を集めるために仕組まれていた「世界ドロボウ大会」について調査するべく、秘密特捜忍者の「ハヅキ」が「紅トカゲ」という仮面の忍者として潜入している。
『宇宙海賊アコギング』では、ヤエの他に彼女の従兄妹である「おゆき」がマグマ採掘工場にて登場した。
忍者猫
人語を喋り化け術を操ることのできる猫たちで構成される忍者集団で、首領はコバンネコが務める。秘密特捜忍者と同じく日本の平和を守るために四国を拠点に隠密活動を行っている。
『ゆき姫救出絵巻』では、コバンネコの部下「クロベエ」が初登場した。
宇宙パトロール / 宇宙警察
名前通り宇宙にて犯罪の調査や取締りを行っている警察組織。地球などといった文明がまだ発展していない惑星では、組織の存在を秘匿することが義務付けられている。搭乗作品毎に組織名が微妙に異なるが、活動目的などは基本的に「宇宙を中心に暴れる凶悪犯罪者と戦い治安を守る為に活動する」と共通している為、登場するメンバーはいずれも高い戦闘力を備えている。
『天下の財宝』にてその存在が判明しており、土偶の外見をした「ペモペモ星人」が、謎のカラクリ集団に乗っ取られたカラクリスターの調査を行うべく、地球圏に現れている。『宇宙海賊アコギング』では、強化スーツを身に纏った老婆刑事「ババン」が登場し、アコギングの宇宙海賊団を追って地球圏にやって来ている。

### 種族
ペモペモ星人
土偶のような外見をした宇宙人。『きえた黄金キセル』に初登場し、故障したUFOの修理に協力してもらったのが縁で、カラクリ一族を追っているゴエモン一行に協力している。
『天下の財宝』では、前作とは異なる別のペモペモ星人が宇宙パトロールの一員として地球に来訪。謎のカラクリ集団に乗っ取られたパヨパヨ星人のからくりスターの調査を行うべくゴエモンたちと共闘しており、非常に高い戦闘力を発揮している。
『ネオ桃山幕府のおどり』では、ペモペモ星人は直接登場しないが、ペモペモ神が登場。九州を乗っ取り宇宙にまで上がったネオ桃山幕府を追うべく、ミラクルアイテムと引き換えにゴエモンたちを宇宙に連れて行った。
たぬきくん
信楽焼のタヌキの姿をした謎の存在。『ゆき姫救出絵巻』に初登場した。各拠点エリアの入り口に鎮座しており、この先が危険であることを教えてくれる(ステージ6のみ条件を満たさないとつれない態度で町ステージへ追い返されてしまう)。
『マッギネス』以降の横スクロールアクション系列の作品では各アクションステージの最終地点に出現する。『マッギネス』においては上空から降ってきて叩き壊すと残り時間に比例する形で小判をばらまくと共にステージクリアとなる。『きらきら道中』『でろでろ道中』では回転するたぬきくんを壊すことでゴールとなり壊した際のたぬきくんの向きに応じた量の小判が出てくる(初回クリア時のみ、ステージクリア条件となる手形が出現する)。また『マッギネス』『きらきら道中』のみ特定のステージ分岐ルートを誤った場合のゴール地点にたぬきくんが置かれているが壊してもクリアとならない偽物で、再びやり直しとなる。
『獅子重禄兵衛のからくり卍固め』では、伊賀の忍者屋敷にたぬきくんの姿をした転送装置が存在するのだが、ビルマルによって破壊されてしまった。

## ゲスト出演
- 桂歌丸 - 『大江戸天狗り返しの巻』のナレーション（定紋「丸に横もっこ」が入った黄緑色の高座着姿で登場）。

## テーマ曲
「ゴエモン音頭」
作詞・作曲 - コナミ矩形波倶楽部 / 編曲 - 丸山雅仁 / 歌 - 三橋美智也
『ゆき姫救出絵巻』CMソングおよびタイトルBGM。後の作品でもタイトル画面などのBGMとして広く使われている。
「がんばれゴエモンのテーマ」
作詞・作曲 - ゴエモン制作委員会 / 歌 - 影山ヒロノブ
『ネオ桃山幕府のおどり』オープニングテーマ。
「おれはインパクト」
作詞・作曲 - ゴエモン制作委員会 / 歌 - 水木一郎
『ネオ桃山幕府のおどり』ゴエモンインパクト発進時のテーマ曲。
「ゴージャス・マイ・ステージ」
作詞・作曲・編曲 - ゴエモン制作委員会 / 歌 - 立花敏弘、太田悦世
『ネオ桃山幕府のおどり』の挿入歌。
「SMILE AGAIN」
作詞・作曲 - ゴエモン制作委員会 / 歌 - 影山ヒロノブ
『でろでろ道中』オープニングテーマ。
「ダブル・インパクト」
作詞・作曲 - ゴエモン制作委員会 / 歌 - 水木一郎、丹下桜
『でろでろ道中』ゴエモンインパクト発進時のテーマ曲。メロディとアレンジ自体は『おれはインパクト』と同一だが、歌詞が替え歌となっており一部内容が異なる。また、ミス・インパクトの声を担当した丹下桜がサビのコーラスで参加している。